# National Theatre of the Deaf
Le National Theatre of the Deaf (Théâtre national des sourds en français) est une institution culturelle américaine fondée en 1967, sise sur le campus de l'École américaine pour les sourds, à West Hartford, aux États-Unis. 

## Histoire
Dans les années 1950, Edna Simon Levine, psychologue travaillant avec les sourds, forme des artistes sourds ; à la même époque Arthur Penn prépare un film centré sur la vie d'Helen Keller, Miracle en Alabama, adapté de la pièce du même nom, qui sort en salle en 1962 avec l'actrice Anne Bancroft. Levine et Bancroft sont ainsi amenés à découvrir la langue des signes américaine et ont l'idée de créer un théâtre pour les sourds, pour lequel ils collectent des fonds avec l'aide du scénographe David A. Hays, ainsi que plus tard avec Levine lorsqu'il les rejoint dans leur entreprise. En 1965, ils obtiennent une subvention fédérale du ministère américain de la santé.
Le National Theatre of the Deaf est fondé en 1966 par David A. Hays, Bernard Bragg et Audree Norton à Waterford, Connecticut. Et en 1968, le Little Theatre of the Deaf (en français « Petit Théâtre des Sourds ») est fondé afin de produire des spectacles pour un public de plus jeune âge.
En 1983, National Theatre of the Deaf s'installe dans le nouveau théatre à Chester, encore Connecticut. 
En 2000, la société déménage à Hartford et crée sa maison dans l'École américaine pour les sourds.